# أخلاقيات العلم
العلاقة بين الأخلاقيات والعلم تتجلى في العديد من المجالات. وهي تشمل ما يلي:
- خيانة أكاديمية
- تاريخ العلوم
- الأخلاقيات بدون دين
- موس أوكام
- فلسفة العلوم
- العلاقة بين الدين والعلم
- تنظيم العلم
- أخلاقيات البحث
- شكوكية علمية
- عِلمانية
- الأخلاق العَلمانية
- روح العصر